# Louisiade-szigeteki halción
A Louisiade-szigeteki halción (Todiramphus colonus) a madarak osztályának szalakótaalakúak (Coraciiformes) rendjébe, ezen belül a jégmadárfélék (Alcedinidae) családjába tartozó faj.
Magyar neve forrással nincs megerősítve.

## Rendszerezése
A fajt Ernst Hartert német ornitológus írta le 1896-ban, a Halcyon nembe Halcyon sordidus colonus néven. Egyes szervezetek szerint az örvös halción (Todiramphus chloris) alfaja Todiramphus chloris colonus néven.

## Előfordulása
Pápua Új-Guinea és a Louisiade-szigetek területén honos. Természetes élőhelyei a szubtrópusi és trópusi síkvidéki esőerdők, valamint ültetvények.

## Természetvédelmi helyzete
A Természetvédelmi Világszövetség Vörös listáján nem szerepel.

## Külső hivatkozások
- Képek az interneten a fajról
- Xeno-canto.org - a faj hangja és elterjedési területe